# Perissomastix flava
Perissomastix flava är en fjärilsart som beskrevs av Petersen 1960. Perissomastix flava ingår i släktet Perissomastix och familjen äkta malar.
Artens utbredningsområde är Iran. Inga underarter finns listade i Catalogue of Life.